# ディアロン・フォックス
- ディアーロン・フォックス

ディアロン・マーテズ・フォックス（De'Aaron Martez Fox , 1997年12月20日 - ）は、アメリカ合衆国ルイジアナ州ニューオーリンズ出身のプロバスケットボール選手。NBAのサンアントニオ・スパーズに所属している。ポジションはポイントガード。

## 経歴

### ハイスクール・カレッジ
高校最終学年にテキサス州の最優秀選手に選出され、マクドナルド・オール・アメリカン、ジョーダンブランド・クラシック、ナイキ・フープ・サミットのメンバーに選出。ジョーダンブランド・クラシックでは共同MVPに選出された。大学はケンタッキー大学に進学。1年生ながら先発に起用され、平均16.4得点、4.6アシストを記録。NCAAトーナメントでも活躍を見せるも、準々決勝で優勝したノースカロライナ大学に73-75で敗れた。シーズン終了後、2017年のNBAドラフトにアーリーエントリーを表明した。

### NBA

#### サクラメント・キングス
2017年のNBAドラフトにて1巡目全体5位でサクラメント・キングスから指名され、7月8日にキングスとルーキー契約を結んだ。2017年10月18日のシーズン開幕戦となるヒューストン・ロケッツ戦でNBAデビューを果たし、14得点、4リバウンド、5アシストを記録した。2018年1月28日のサンアントニオ・スパーズ戦でシーズンハイとなる26得点を含む3アシスト、1ブロックを記録したが、チームは98-113で敗れた。2月14日に行われたライジング・スターズ・チャレンジにて当時ロサンゼルス・レイカーズ所属のロンゾ・ボールの代替として選出された。
11月1日のアトランタ・ホークス戦で自身初のトリプル・ダブルとなる31得点、10リバウンド、15アシストを記録し、チームは146-115で勝利した。なお、21歳未満で30得点以上のトリプル・ダブルを達成したのは、レブロン・ジェームズに次いでNBA史上2人目であった。このシーズン、フォックスはNBA最成長選手賞において、パスカル・シアカム、ディアンジェロ・ラッセルに次いで3位であった。
2020年11月25日にキングスと5年総額1億6300万ドルのマックス延長契約を結んだ。2021年2月8日に自身初となるウェスタン・カンファレンス週間最優秀選手賞に選出された。3月26日のゴールデンステート・ウォリアーズ戦で当時キャリアハイとなる44得点を記録し、チームは141-119で勝利した。同月29日には自身2度目となるウェスタン・カンファレンス週間最優秀選手賞に選出された。
2024年11月15日のミネソタ・ティンバーウルブズ戦でキャリアハイかつフランチャイズ記録となる60得点を記録したが、チームは延長戦の末に126-130で惜敗した。

#### サンアントニオ・スパーズ
2025年2月3日にキングス、サンアントニオ・スパーズ、シカゴ・ブルズによる3チーム間のトレードで、ジョーダン・マクラフリンと共にスパーズへ移籍した。スパーズでのデビュー戦となった2月5日のアトランタ・ホークス戦では、24得点、13アシスト、5リバウンド、3スティールを記録して勝利した。

## 個人成績

### NBA

#### レギュラーシーズン
| シーズン     | チーム       | GP  | GS  | MPG  | FG%  | 3P%  | FT%  | RPG | APG | SPG | BPG | PPG  |
| ------------ | ------------ | --- | --- | ---- | ---- | ---- | ---- | --- | --- | --- | --- | ---- |
| 2017–18      | SAC          | 73  | 60  | 27.8 | .412 | .307 | .723 | 2.8 | 4.4 | 1.0 | .3  | 11.6 |
| 2018–19      | SAC          | 81  | 81  | 31.4 | .458 | .371 | .727 | 3.8 | 7.3 | 1.6 | .6  | 17.3 |
| 2019–20      | SAC          | 51  | 49  | 32.0 | .480 | .292 | .705 | 3.8 | 6.8 | 1.5 | .5  | 21.1 |
| 2020–21      | SAC          | 58  | 58  | 35.1 | .477 | .322 | .719 | 3.5 | 7.2 | 1.5 | .5  | 25.2 |
| 2021–22      | SAC          | 59  | 59  | 35.3 | .473 | .297 | .750 | 3.9 | 5.6 | 1.2 | .4  | 23.2 |
| 2022–23      | SAC          | 73  | 73  | 33.6 | .512 | .324 | .780 | 4.2 | 6.1 | 1.1 | .3  | 25.0 |
| 2023–24      | SAC          | 74  | 74  | 35.9 | .465 | .369 | .738 | 4.6 | 5.6 | 2.0 | .4  | 26.6 |
| 2024–25      | SAC          | 45  | 45  | 37.0 | .469 | .322 | .829 | 5.0 | 6.1 | 1.5 | .4  | 25.0 |
| 2024–25      | SAS          | 17  | 17  | 34.0 | .446 | .274 | .819 | 4.3 | 6.8 | 1.5 | .3  | 19.7 |
| 通算         | 通算         | 531 | 517 | 33.3 | .470 | .330 | .746 | 3.9 | 6.1 | 1.4 | .4  | 21.5 |
| オールスター | オールスター | 1   | 0   | 9.3  | .000 | ---  | ---  | .0  | 2.0 | .0  | .0  | .0   |

#### プレーオフ
| シーズン | チーム | GP | GS | MPG  | FG%  | 3P%  | FT%  | RPG | APG | SPG | BPG | PPG  |
| -------- | ------ | -- | -- | ---- | ---- | ---- | ---- | --- | --- | --- | --- | ---- |
| 2023     | SAC    | 7  | 7  | 38.6 | .424 | .333 | .756 | 5.4 | 7.7 | 2.1 | .6  | 27.4 |
| 通算     | 通算   | 7  | 7  | 38.6 | .424 | .333 | .756 | 5.4 | 7.7 | 2.1 | .6  | 27.4 |

### カレッジ
| シーズン | チーム       | GP | GS | MPG  | FG%  | 3P%  | FT%  | RPG | APG | SPG | BPG | PPG  |
| -------- | ------------ | -- | -- | ---- | ---- | ---- | ---- | --- | --- | --- | --- | ---- |
| 2016–17  | ケンタッキー | 36 | 34 | 29.6 | .479 | .246 | .736 | 4.0 | 4.6 | 1.5 | .2  | 16.7 |